# Макдональд, Джон II (лорд Островов)
Джон II Макдональд (гэльск. Iain Mac Domhnaill; 1434—1503) — крупный шотландский феодал, граф Росс (1449—1476) и последний (4-й) лорд Островов (1449—1493), единственный сын Александра Макдональда (ум. 1449), лорда Островов, и Элизабет Сетон, дочери Александра Сетона, лорда Гордона и Хантли.

## Биография
Джон Макдональд был единственным сыном Александра Макдональда (ум. 1449), 3-го лорда Островов (1423—1449) и 3-го графа Росса (1437—1449), от брака с Элизабет Сетон, дочерью Александра Сетона (ум. 1440/1441), лорда Гордона и Хантли.
В мае 1449 года после смерти своего отца Александра Макдональда Джон Макдональд унаследовал титулы лорда Островов, графа Росса и вождя клана Макдональдов.
Джон Макдональд был женат на Элизабет Ливингстон, дочери сэра Джеймса Ливингстона. В 1450 году шотландский король Яков II Стюарт, стремившийся избавиться от опеки Ливингстонов, отстранил их от всех занимаемых постов и конфисковали их владения. В 1452 году сэр Джеймс Ливингстон укрылся у своего зятя Джона Макдональда. В 1452 году Джон Макдональд, лорд Островов, поднял восстание против королевской власти и захватил замки Инвернесс, Аркарт и Рутвен.
В это же время восстание против короля поднял другой крупный шотландский магнат, Уильям Дуглас, 8-й граф Дуглас (1425—1452). Королевские войска захватили владения графа Дугласа, который в ответ объединился с Джоном Макдональдом, лордом Островов, и Александром Линдси, 4-м графом Кроуфордом, против короля. 22 февраля 1452 года в замке в Стерлинге король Яков II лично умертвил Уильяма Дугласа, графа Дугласа. Джеймс Дуглас, 9-й граф Дуглас (1426—1491), преемник своего старшего брата, продолжил борьбу против королевской власти. В 1455 году королевские войска захватили все владения графа Дугласа, который был вынужден бежать в Англию.
В 1462 году король Англии Эдуард IV отправил Джеймса Дугласа, графа Дугласа, с дипломатической миссией на Гебриды. После переговоров с графом Дугласом в замке Ардторниш Джон Макдональд отправил своих послов в Лондон. В феврале 1462 года в Лондоне был заключен Вестминстерско-Ардторнишский договор о разделе Шотландского королевства. Лорд Островов Джон Макдональд соглашался признать верховную власть английского короля Эдуарда IV, который взамен обязывался передать ему Шотландию к северу от Ферт-оф-Форта.
Ещё до заключения договора лорд Островов поднял восстание против нового шотландского короля Якова III Стюарта (1460—1488). Островитяне под командованием Ангуса Ога, незаконнорождённого сына Джона Макдональда, вторглись в восточные шотландские владения и захватили замок Инвернесс.
Опираясь на сведения о переговорах Джона Макдональда с королём Англии о разделе Шотландии, в середине 1470-х годов Яков III Стюарт обвинил его в государственной измене и пригрозили конфискацией владений. Лорд Островов, испытывающий в это время трудности с горскими кланами и собственным сыном Ангусом Огом, был вынужден пойти на подчинение: 15 июля 1476 года он уступил Якову III графство Росс и признал верховную власть короля. Также Джон Макдональд должен был передать короне остров Скай, Напдейл и Кинтайр, но сохранил за собой контроль над Гебридскими островами.
После уступки шотландскому королю части своих владений Джон Макдональд лишился поддержки большей части родственников и подданных. Против него в 1477 году открыто выступил его внебрачный сын Ангус Ог (ум. 1490). На островах началась гражданская война между отцом Джоном Макдональдом и сыном Ангусом Огом. Вначале Ангус Ог отстранил от власти и изгнал Джона Макдональда, заняв его место во главе клана Макдональдов. Джон Макдональд смог собрать войско против мятежного сына. В 1481 году в битве на побережье острова Малл к северо-западу от современного города Тобермори между отцом и сыном произошло кровопролитное морское сражение, вошедшее в историю как «Битва в Кровавой бухте». Ангус Ог одержал полную победу над флотом своего отца и фактически руководил кланом Макдональдов до своей гибели в 1490 году. Смутами на Гебридах воспользовались Кэмпбеллы: граф Аргайл захватил сына Ангуса Дональда Дуба и подчинил своей власти владения лорда Островов на западном побережье.
Согласно «Анналам четырёх мастеров», после гибели своего сына Ангуса Ога в 1490 году Джон Макдональд вновь появился на политической сцене, но теперь он находился под опекой своего племянника Александра Макдональда из Лохалша. Александр попытался восстановить контроль над графством Росс, но потерпел поражение от клана Маккензи в битве при Парке.
В 1493 году король Шотландии Яков IV Стюарт (1488—1513) подписал указ о конфискации владений Джона Макдональда, лорда Островов, который отказался от власти и уступил свои владения на Гебридах короне. Яков IV предпринял несколько походов на западное побережье королевства: от гэльских вождей была получена присяга верности, заново были отстроены существующие и сооружены новые королевские крепости, наиболее беспокойные лидеры были казнены. Джон Макдональд провёл остаток своей жизни, получая денежное содержание от шотландской короны. В 1503 году он скончался в городе Данди. Джон Макдональд был похоронен в аббатстве Сконе в Пертшире или в аббатстве Пейсли в Ренфрушире.
В 1540 году король Шотландии Яков V Стюарт присоединил титул лорда Островов к короне, закрепив его за наследниками шотландского престола.

## Семья и дети
Джон Макдональд был женат на Элизабет Ливингстон, дочери сэра Джеймса, 1-го лорда Ливингстона, верховного камергера Шотландии. Этот брак был бездетным. Но у него были два незаконнорождённых сына, которые были им усыновлены и признаны наследниками:
- Джон Макдональд (ум. до 1476), бездетен;
- Ангус Ог Макдональд (ум. 1490), мастер Островов и лорд Тротерниша;
- Маргарет Макдональд, муж — Кеннет Маккензи, 8-й вождь клана Маккензи из Кинтайла.

## Галерея

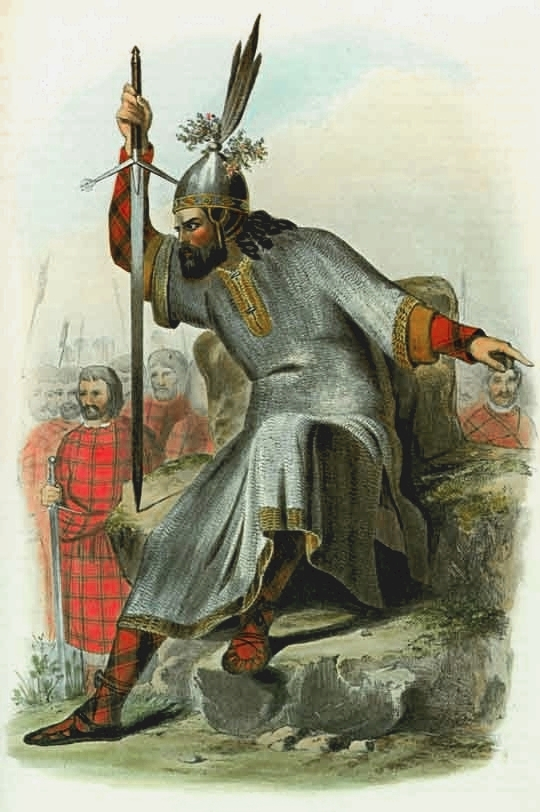
Макдональд, «Лорд Островов» — романтизированная викторианская иллюстрация
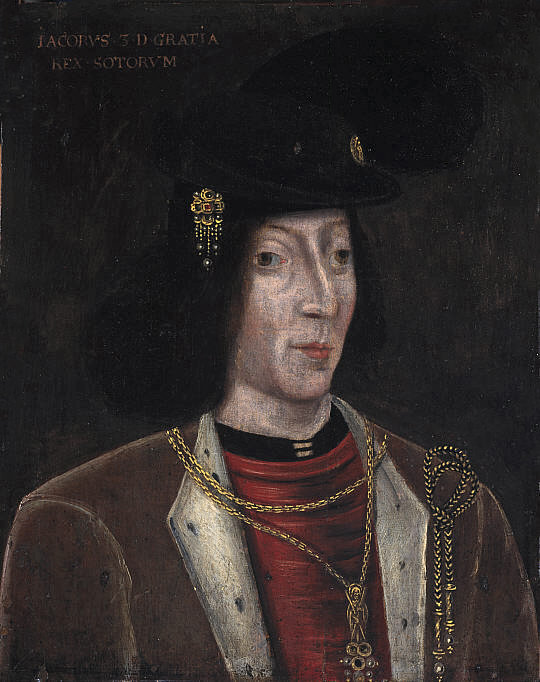
Яков III Стюарт
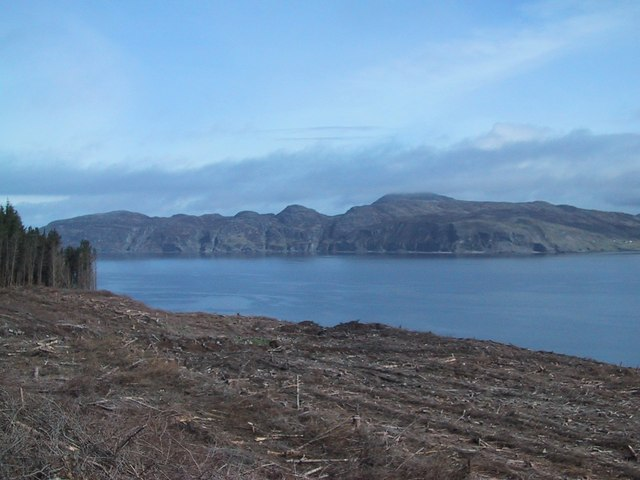
Кровавая Бухта